# 2411 Zellner
2411 Zellner este un asteroid din centura principală, descoperit pe 3 mai 1981 de Edward Bowell.